# San Jerónimo, Guadalupe y Calvo
San Jerónimo är en ort i Mexiko.   Den ligger i kommunen Guadalupe y Calvo och delstaten Chihuahua, i den nordvästra delen av landet, 1 100 km nordväst om huvudstaden Mexico City. San Jerónimo ligger 1 095 meter över havet och antalet invånare är 182.
Terrängen runt San Jerónimo är bergig åt sydväst, men åt nordost är den kuperad. San Jerónimo ligger nere i en dal. Runt San Jerónimo är det mycket glesbefolkat, med 6 invånare per kvadratkilometer. Närmaste större samhälle är San Simón, 12,0 km sydväst om San Jerónimo. I omgivningarna runt San Jerónimo växer huvudsakligen savannskog.